# Reddingsmedaille (Beieren)

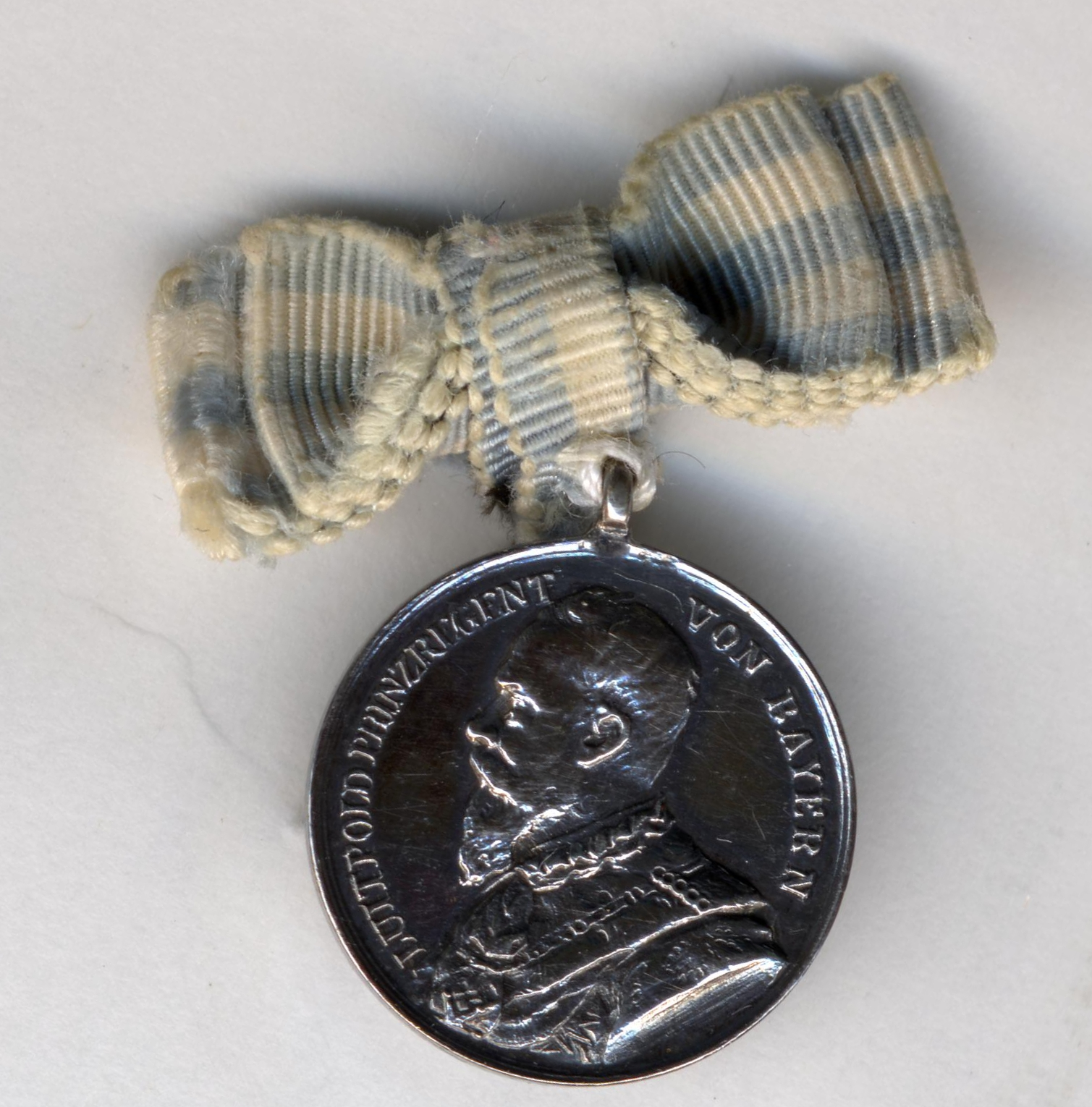
Reddingsmedaille

De Beierse Reddingsmedaille, in het Duits "Rettungsmedaille" geheten werd op 27 februari 1889 door Prins-regent Luitpold van Beieren, handelend voor zijn regeringsonbekwame neef Koning Otto van Beieren gesticht. De medaille werd voor moedige en zelfopofferende reddingsacties door mannen en vrouwen, Beiers of vreemdeling, verleend.
De medaille is van zilver en werd tot 1931 verleend. In dat jaar stichtte de Vrijstaat Beieren een eigen Reddingsmedaille. Op de voorzijde staat een portret van de Prins-Regent en op de keerzijde staat "Für Rettung" binnen een eikenkrans. Zo'n krans was al bij de Romeinen het eerbewijs voor wie een burger het leven redde.
De medaille werd aan een donkerblauw lint met drie witte strepen, gelijk aan dat van de Orde van Verdienste van de Beierse Kroon of een strik van datzelfde lint op de linkerborst of linkerschouder gedragen.